# Campagne-lès-Wardrecques
Campagne-lès-Wardrecques és un municipi francès situat al departament del Pas de Calais i a la regió dels Alts de França. L'any 2007 tenia 1.040 habitants.

## Demografia

### Població
El 2007 la població de fet de Campagne-lès-Wardrecques era de 1.040 persones. Hi havia 348 famílies de les quals 45 eren unipersonals (29 homes vivint sols i 16 dones vivint soles), 111 parelles sense fills, 184 parelles amb fills i 8 famílies monoparentals amb fills.
La població ha evolucionat segons el següent gràfic:
Habitants censats

### Habitatges
El 2007 hi havia 384 habitatges, 363 eren l'habitatge principal de la família, 2 eren segones residències i 19 estaven desocupats. 383 eren cases i 1 era un apartament. Dels 363 habitatges principals, 320 estaven ocupats pels seus propietaris, 38 estaven llogats i ocupats pels llogaters i 5 estaven cedits a títol gratuït; 5 tenien dues cambres, 24 en tenien tres, 71 en tenien quatre i 263 en tenien cinc o més. 319 habitatges disposaven pel capbaix d'una plaça de pàrquing. A 142 habitatges hi havia un automòbil i a 205 n'hi havia dos o més.

### Piràmide de població
La piràmide de població per edats i sexe el 2009 era:
| Homes | Edats   | Dones |
| ----- | ------- | ----- |
| 0     | 95 o +  | 4     |
| 0     | 90 a 94 | 0     |
| 0     | 85 a 89 | 8     |
| 0     | 80 a 84 | 0     |
| 12    | 75 a 79 | 16    |
| 16    | 70 a 74 | 4     |
| 12    | 65 a 69 | 20    |
| 12    | 60 a 64 | 8     |
| 8     | 55 a 59 | 8     |
| 32    | 50 a 54 | 20    |
| 56    | 45 a 49 | 52    |
| 44    | 40 a 44 | 48    |
| 40    | 35 a 39 | 56    |
| 36    | 30 a 34 | 24    |
| 16    | 25 a 29 | 24    |
| 20    | 20 a 24 | 12    |
| 68    | 15 a 19 | 44    |
| 36    | 10 a 14 | 40    |
| 40    | 5 a 9   | 24    |
| 28    | 0 a 4   | 48    |

## Economia
El 2007 la població en edat de treballar era de 731 persones, 519 eren actives i 212 eren inactives. De les 519 persones actives 485 estaven ocupades (290 homes i 195 dones) i 34 estaven aturades (15 homes i 19 dones). De les 212 persones inactives 66 estaven jubilades, 74 estaven estudiant i 72 estaven classificades com a «altres inactius».

### Ingressos
El 2009 a Campagne-lès-Wardrecques hi havia 405 unitats fiscals que integraven 1.154 persones, la mediana anual d'ingressos fiscals per persona era de 18.337 €.

### Activitats econòmiques
Dels 33 establiments que hi havia el 2007, 1 era d'una empresa de fabricació d'altres productes industrials, 7 d'empreses de construcció, 4 d'empreses de comerç i reparació d'automòbils, 2 d'empreses de transport, 3 d'empreses d'hostatgeria i restauració, 1 d'una empresa d'informació i comunicació, 1 d'una empresa financera, 6 d'empreses immobiliàries, 4 d'empreses de serveis i 4 d'entitats de l'administració pública.
Dels 8 establiments de servei als particulars que hi havia el 2009, 2 eren paletes, 3 lampisteries, 1 electricista, 1 empresa de construcció i 1 restaurant.
L'únic establiment comercial que hi havia el 2009 era un supermercat.
L'any 2000 a Campagne-lès-Wardrecques hi havia 9 explotacions agrícoles.

## Equipaments sanitaris i escolars
El 2009 hi havia una escola elemental.

## Poblacions més properes
El següent diagrama mostra les poblacions més properes.